# Alois-Senefelder-Denkmal

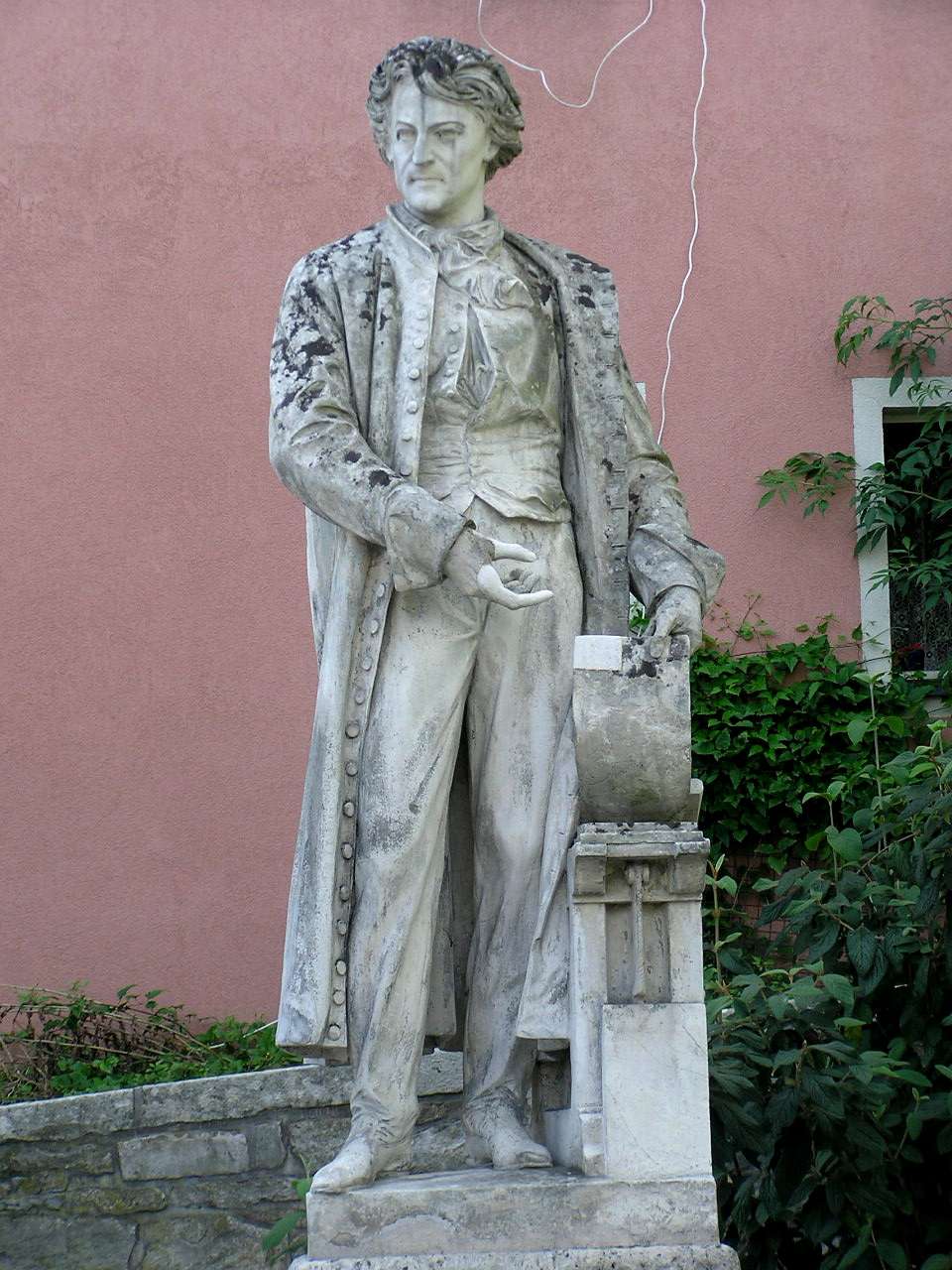
Frontansicht des Denkmals, 2009

Das Alois-Senefelder-Denkmal steht in Solnhofen, einer Gemeinde im mittelfränkischen Landkreis Weißenburg-Gunzenhausen. Die überlebensgroße Plastik stellt Alois Senefelder dar, der mithilfe des Solnhofener Plattenkalks das Lithografieverfahren erfand. Die Statue ist unter der Denkmalnummer D-5-77-168-29 als Baudenkmal in die Bayerische Denkmalliste eingetragen.

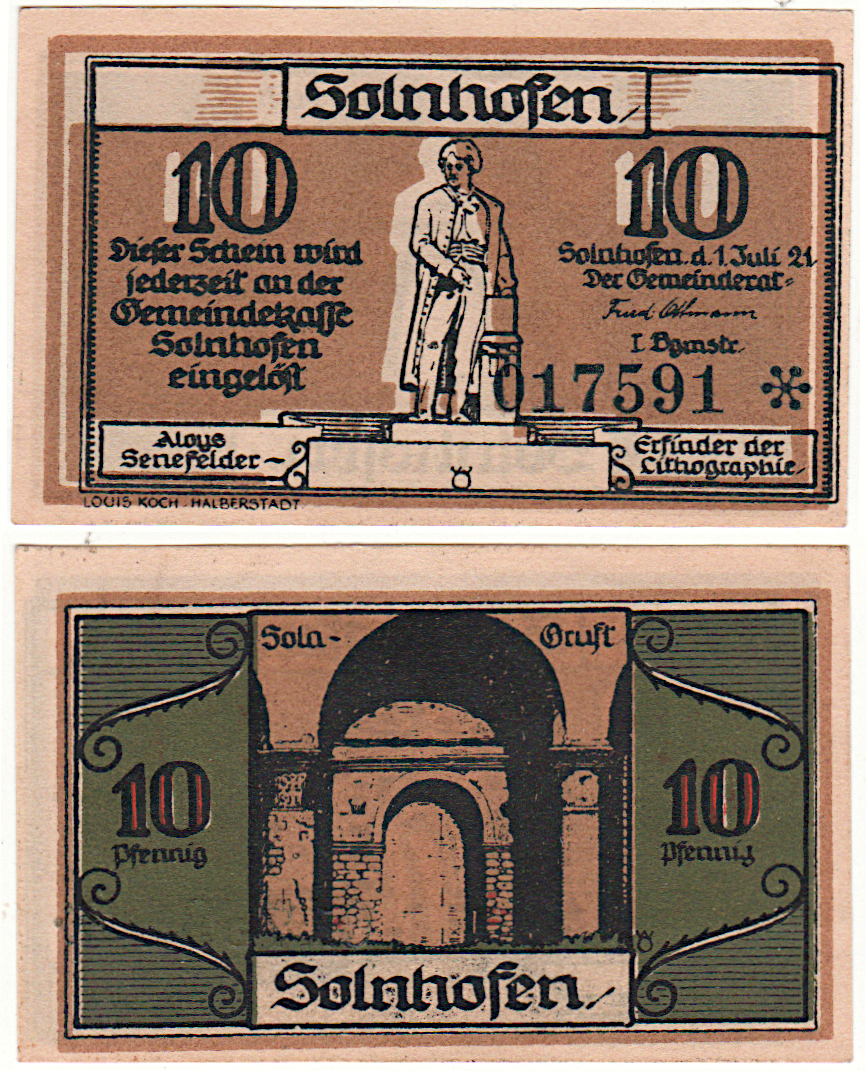
Abbild des Denkmals auf Solnhofener Notgeldschein im Wert von 10 Pfennig (1921)

Das Denkmal steht umgeben von denkmalgeschützten Bauwerken im Ortskern Solnhofens rechts der Altmühl auf einem kleinen Platz an der Senefelderstraße Ecke Ferdinand-Arauner-Straße vor dem Jurahaus Senefelderstraße 1. Unweit befinden sich die Sola-Basilika und die evangelische St.-Veit-Kirche sowie das Solnhofener Rathaus mit dem Bürgermeister-Müller-Museum. Die Statue befindet sich auf einer Höhe von 414 Metern über NHN.
Die Plastik ist aus südfranzösischem Sablonière-Kalkstein und zeigt Alois Senefelder mit einem Lithografiedruck-Gerät. Sie wurde 1845 von Etienne Hippolyte Maindron für den Pariser Lithografen Alfred Léon Lemercier geschaffen. Die Plastik war ursprünglich 5,5 Meter hoch. Die Skulptur stand zunächst in einem Pariser Salon, bis das Denkmal 1846 in den Privatpark Lemerciers verbracht wurde. Bei Auflösung von dessen Firma 1901 ersteigerte das Denkmal Hermann Weinmann, Direktor der Solenhofener-Aktien-Vereins. Am 9. Oktober 1904 wurde es neben einer 1871 gepflanzten Friedenslinde in Solnhofen eingeweiht. 1965 wurde es im Zuge einer Straßenverbreiterung wenige Meter entfernt an den heutigen Standort versetzt. Hierbei wurde ein neuer Sockel aus Juramarmor untergesetzt, sodass die Gesamthöhe nur mehr 3,5 Meter beträgt.